# 齋藤隆也
齋藤 隆也（さいとう たかや、1982年4月25日 - ）は、NHKの元アナウンサー。

## 来歴・人物
山口県出身。山口県立柳井高等学校、慶應義塾大学総合政策学部卒業。中学・高校時代に陸上競技で全国大会、国民体育大会出場を果たしたほか、大学時代にはチアリーディングの全国大会で優勝した経験も持つ。慶大には男子のチアリーディングチームがなかったため、在学中は早稲田大学の男子限定のチアリーディング・サークル「SHOCKERS」に所属していた。
大学での研究分野は宇宙法。2004年には、カナダで開かれた国際宇宙会議のJAXA日本代表学生に選抜された。また、日本アイスランド学生外交会議(IJCE)の運営にも参加するなど文武ともに多彩に活動していた。
2006年4月にアナウンサーとしてNHKに入局し、岡山局に配属された。就職後もチアリーディングは続け、「USA Nationals 2006 in Japan」において、Cheerleading大学・一般部門で優勝した。2007年5月でNHKを退職した。日本航空グループのパイロットに転身し、現在機長になっている。<"https://www.kyoiku-press.com/post-series/series-247026/">

## 出演
NHK岡山放送局
- 月刊岡山トラのアナ
- 岡山ニュース845
- おはよう岡山
- きびきびネット（中継担当）その他